# Gardner-Serpollet

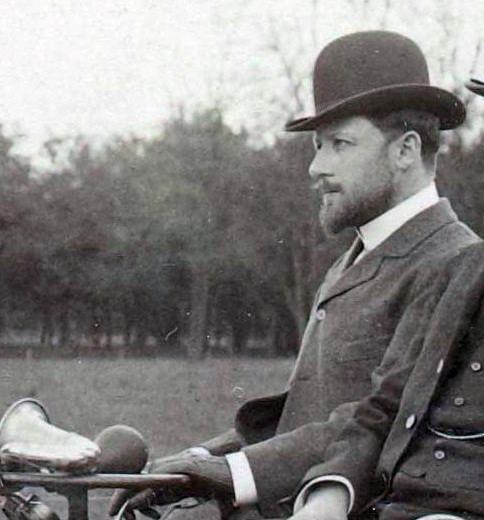
Léon Serpollet en 1900.

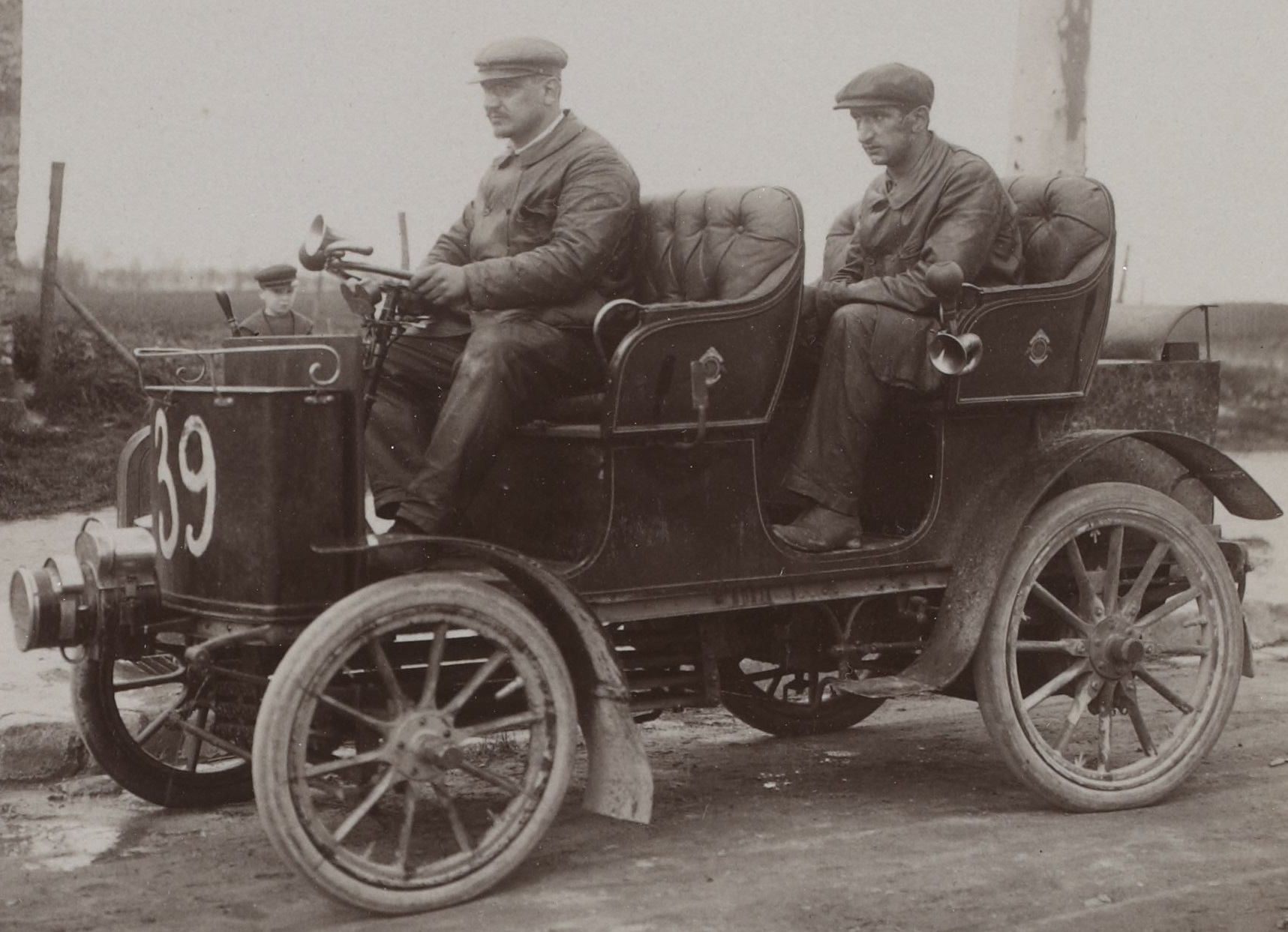
Gardner-Serpollet I, en course tourisme en 1901.

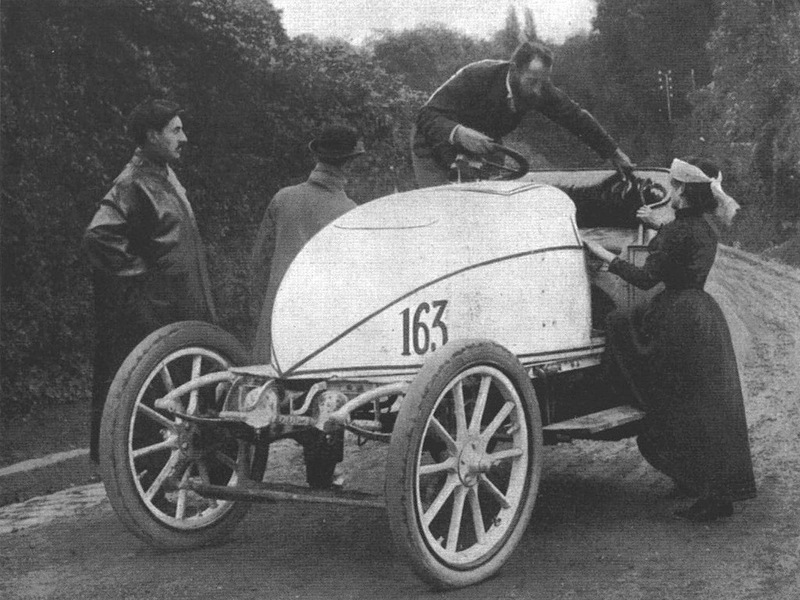
1902, victoire de M. et Mme Hubert Le Blon sur Gardner-Serpollet Steam (dite l'Œuf de Pâques), à la course de côte de Gaillon.

Gardner-Serpollet est une marque d'automobile « à vapeur » franco-américaine pionnière fondée et dirigée par Léon Serpollet et Franck Gardner entre 1898 et 1907.

## Historique
En 1898, Léon Serpollet et Franck Gardner se rencontrent, s'associent en créant la firme « Gardner-Serpollet » . L’usine était située à Paris au numéro 9-11 de la rue Stendhal. Ils fabriquent des automobiles à vapeur , jusqu'en 1907, date de la disparition de Léon Serpollet.

## Quelques modèles

Gardner-Serpollet Type A de 1902.
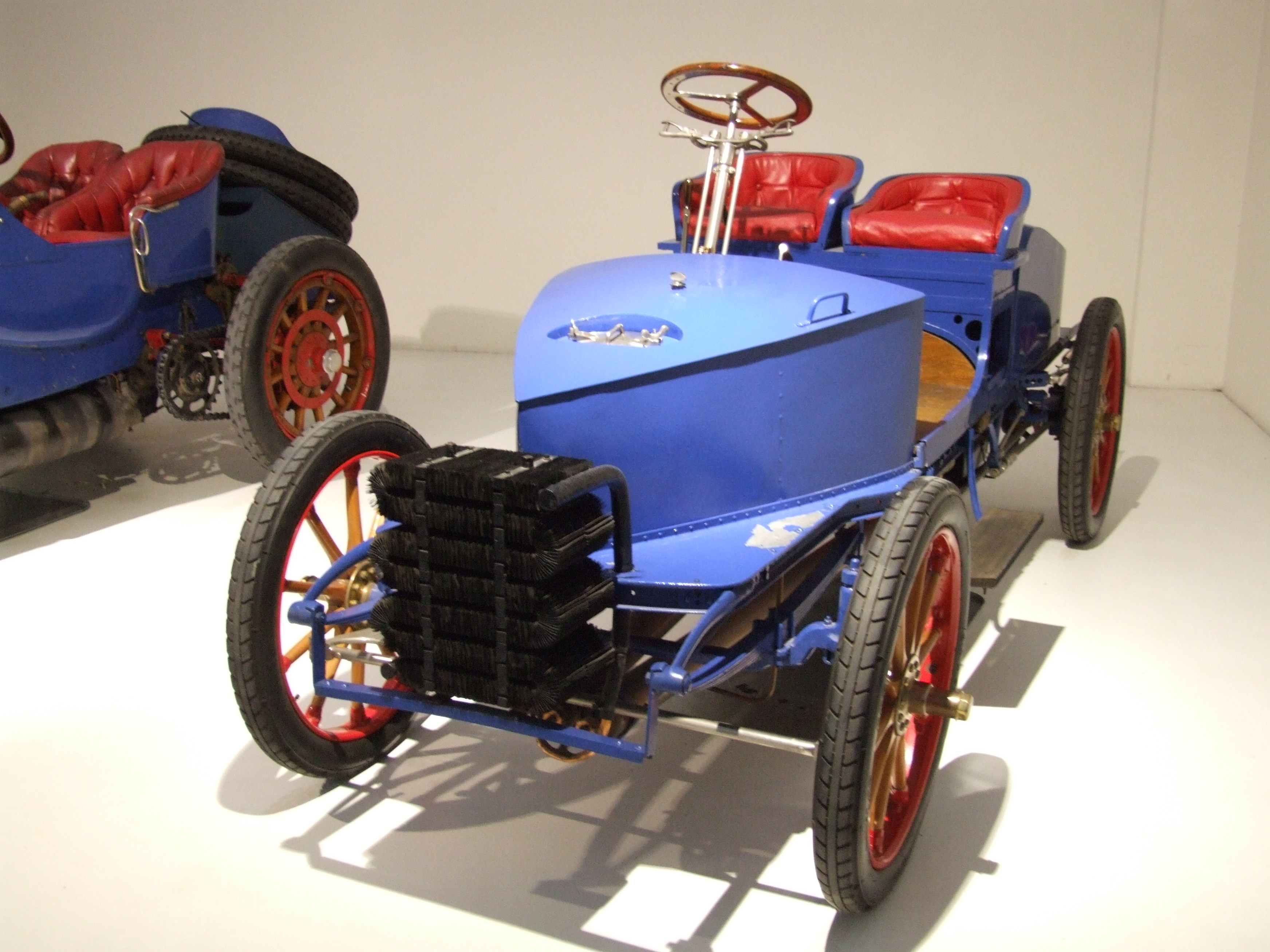
Gardner-Serpollet Type H de 1902.
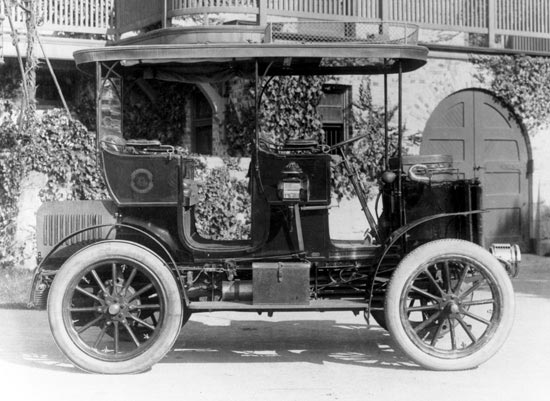
Gardner-Serpollet de 1903.
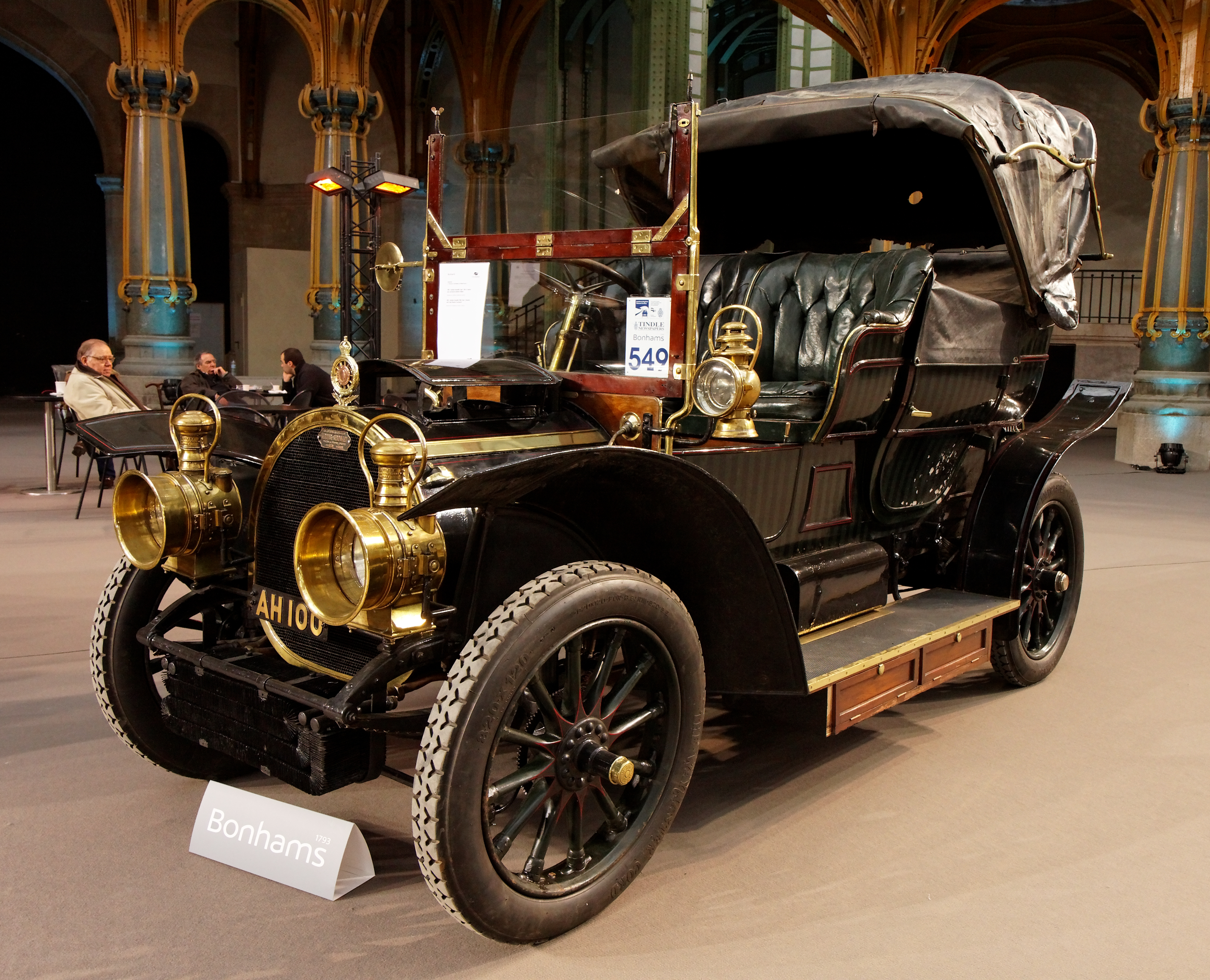
Gardner-Serpollet Type L de 1905.
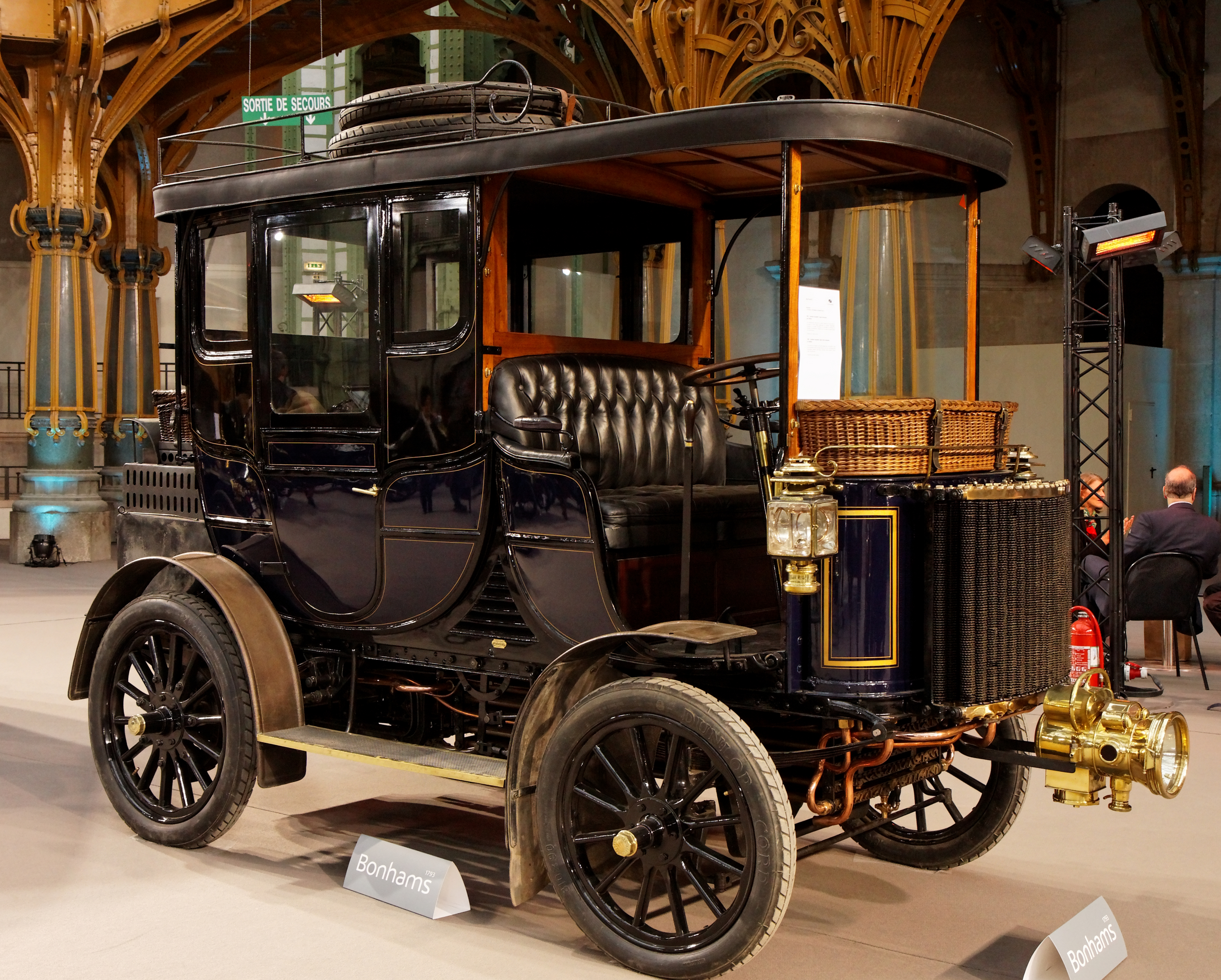
Gardner-Serpollet Coupé-Limousine de 1905.

## Notes et références

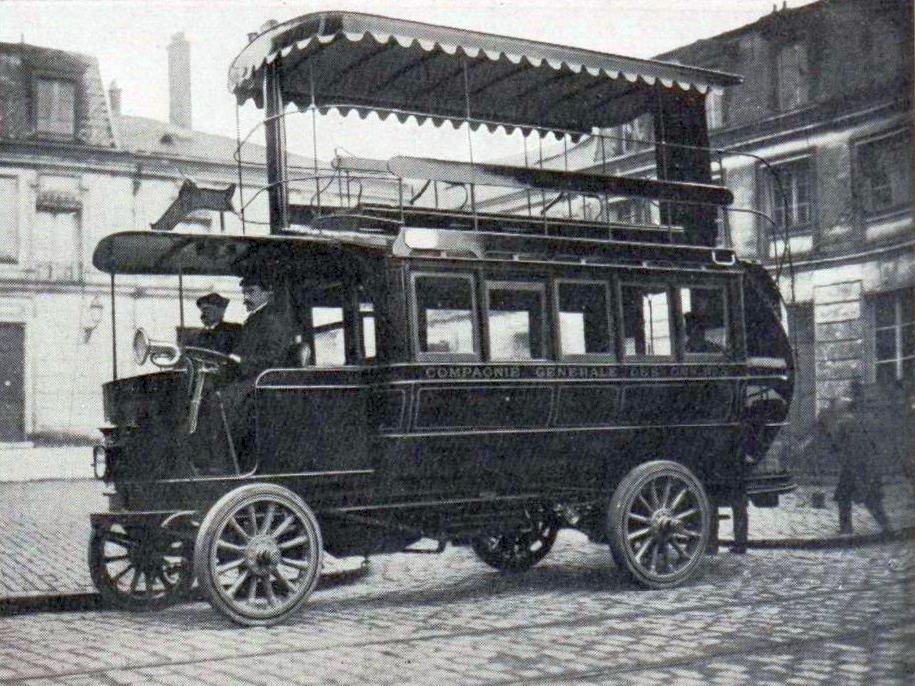
Omnibus à vapeur Gardner-Serpollet (1906).

## Voir aussi

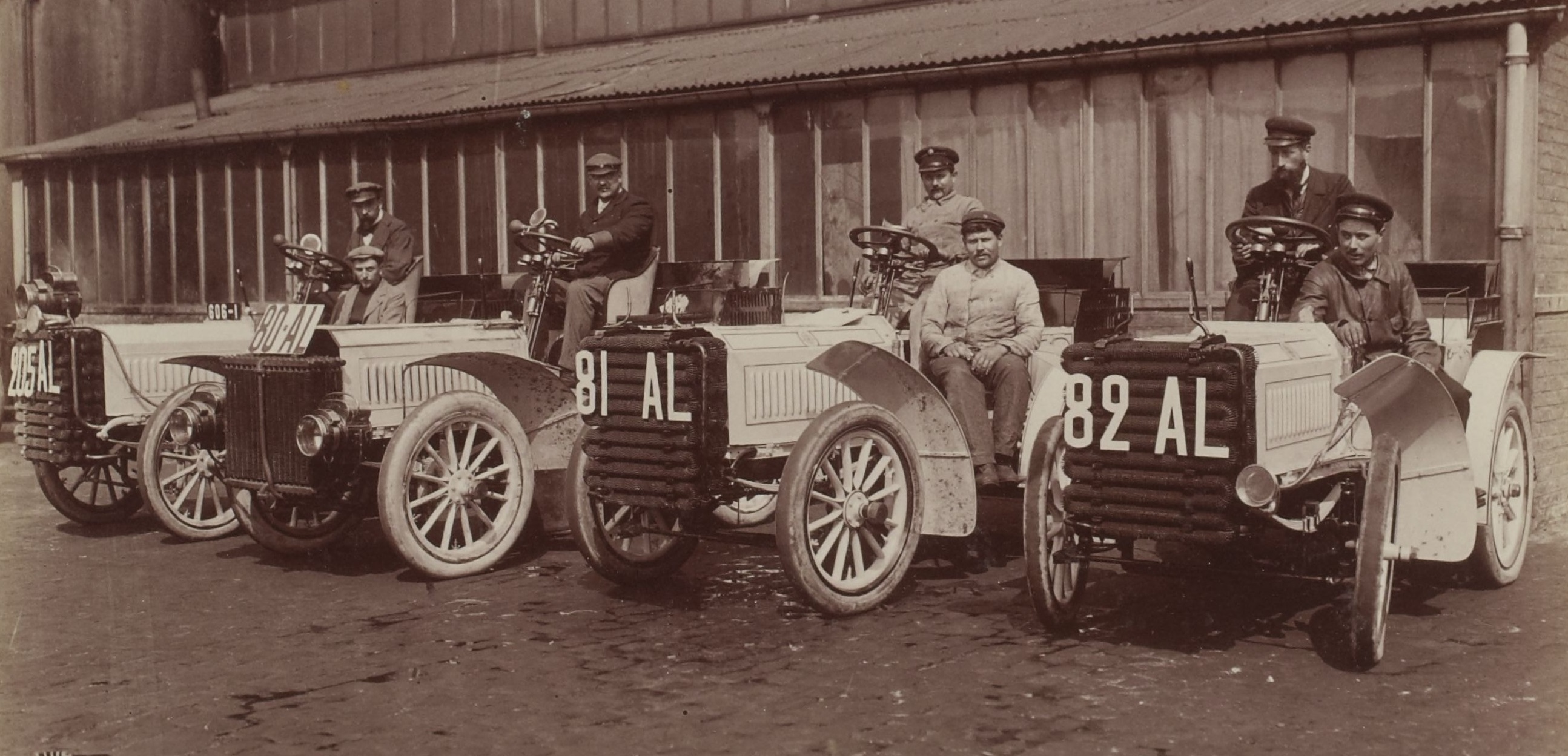
L'écurie Gardner-Serpollet au Paris-Vienne 1902, toutes classées (205 Ollivier, 80 Rutishauser, 81 Chanliaud, 82 Le Blon - ne manque que la 83 de Cottard).

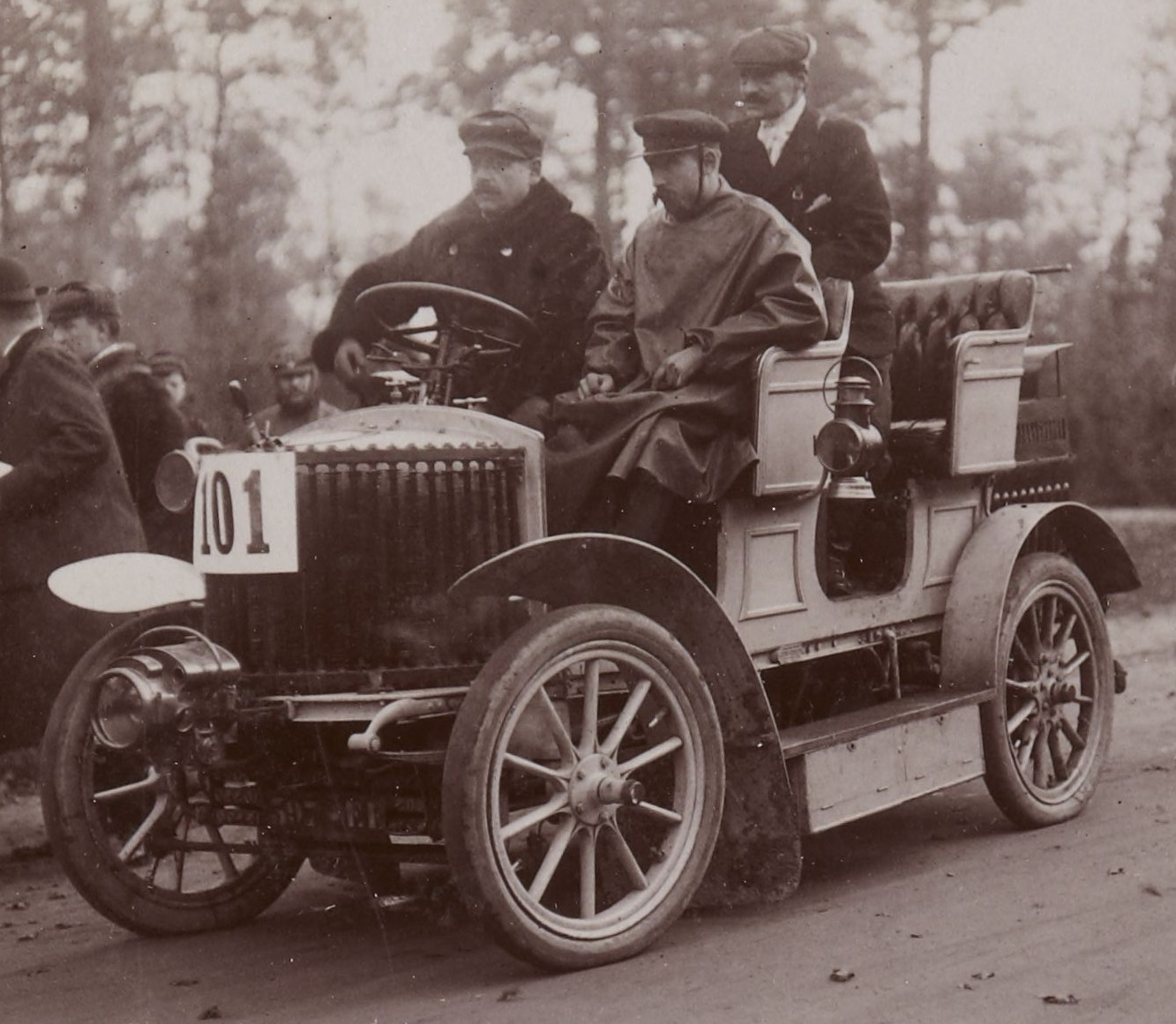
Serpollet à vapeur au kilomètre de Dourdan (1903).